# E-Prix de Madrid
El e-Prix de Madrid será una carrera válida para el campeonato de monoplazas eléctricos de Fórmula E, que se celebrará en circuito del Jarama, Madrid. Se disputará por primera vez en la temporada 2025-26.

## Historia
La Fórmula E estuvo presente en España desde la temporada 2017-18, cuando la sesión oficial de pruebas de pretemporada se trasladó de su anterior sede en Donington Park al circuito Ricardo Tormo en Cheste, a 25 km de Valencia. Antes de esa temporada, varios equipos también habían utilizado otros circuitos españoles para realizar pruebas como el circuito de Calafat y Guadix.
Sin embargo, el primer e-Prix oficial en España no se celebró hasta 2021, cuando Ricardo Tormo albergó una doble jornada los días 24 y 25 de abril, en sustitución de varias rondas canceladas debido a la pandemia de COVID-19. Esta fue también la primera carrera que se celebró en un circuito permanente en la historia de la serie.
En noviembre de 2024, debido a las inundaciones que afectaron a la Comunidad Valenciana y sus alrededores, la serie se vio obligada a trasladar sus pruebas de pretemporada de su ubicación habitual al circuito del Jarama.
En junio de 2025, Jarama fue anunciado como una de las sedes del calendario 2025-26, y el primer e-Prix estaba previsto que se celebrara el 21 de marzo de 2026.

## Circuito

Trazado del circuito del Jarama.

La carrera se celebrará en el circuito del Jarama, San Sebastián de los Reyes. El circuito ya había albergado el Gran Premio de España en nueve ocasiones, entre 1968 y 1981, como parte del Campeonato Mundial de Fórmula 1. El trazado de la pista aún no está definido.